# Mario Margalef
Mario Margalef (nascido em 3 de novembro de 1943) é um ex-ciclista uruguaio. Representou sua nação durante os Jogos Olímpicos de 1972, na prova de corrida em estrada.